# Speicher Sieverding

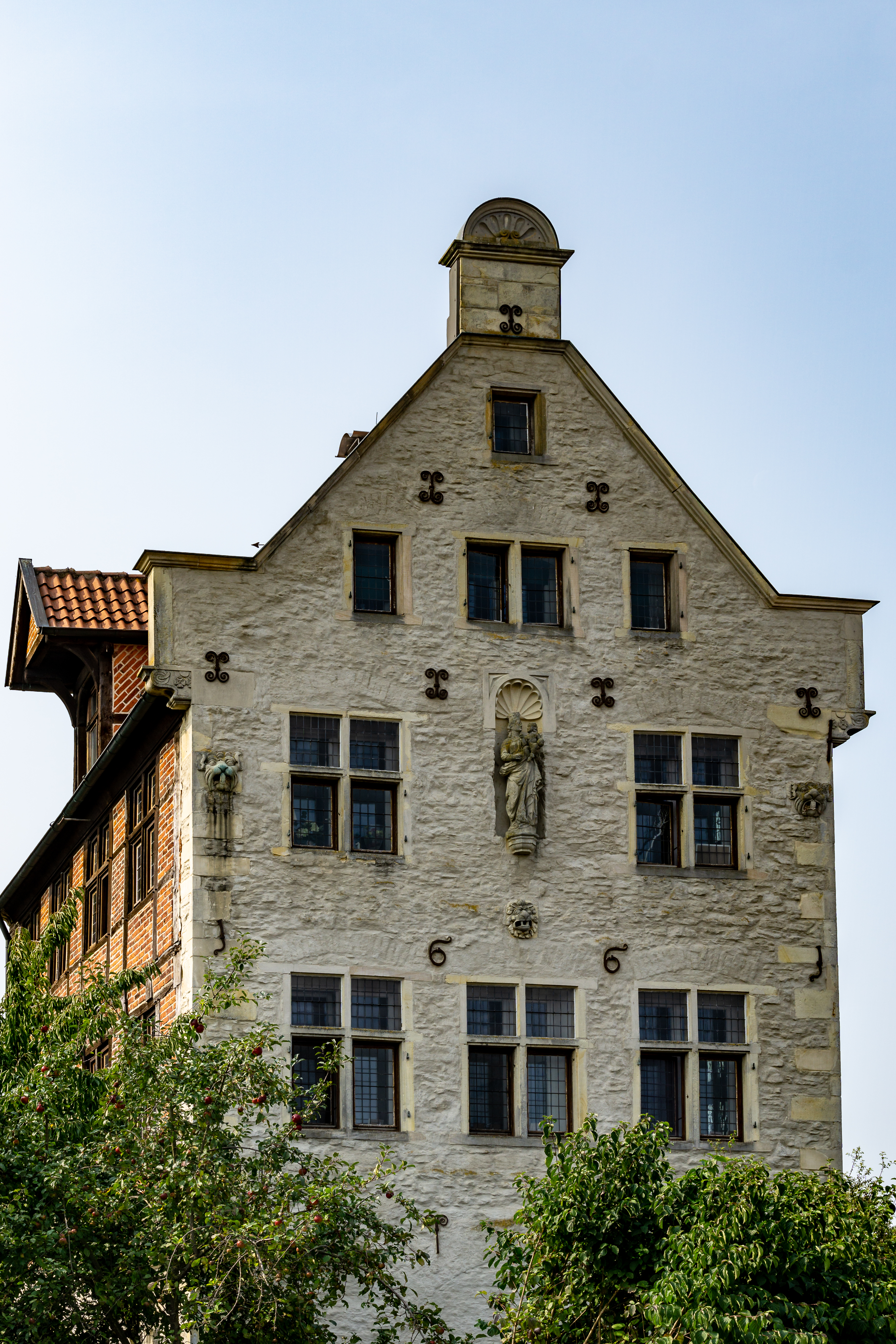
Der Speicher Sieverding mit der verblendeten Schauseite

Der Speicher Sieverding ist der denkmalgeschützte Rest des ehemaligen Pachthofes Sieverding in der Bauernschaft Waltrup in Altenberge im Kreis Steinfurt (Nordrhein-Westfalen). Das Gebäude ist aus gelbem Sandstein gebaut, es steht am Horstmarer Damm, früher die Hauptverkehrsverbindung zwischen den Niederlanden und Münster. Ursprünglich stand er auf einer kleinen Insel im Westen der Gräfte, die den Hof umgab.

## Geschichte und Architektur
Das Haus Sieverding wurde im 14. Jahrhundert urkundlich erwähnt. Der Inhaber des Lehens für den Hof Sievering verkaufte das Gut 1624 an das Domkapitel zu Münster. Nach der Aufhebung des Ordens im Jahr 1774 wurde es dem Studienfonds in Münster zugewiesen. Dies Sondervermögen steht mittlerweile im Eigentum des Landes Nordrhein-Westfalen, die Verwaltung obliegt dem Rentamt in Münster. Das Staatshochbauamt in Münster ist für die Unterhaltung des Gebäudes zuständig. Ursprünglich stand der Speicher auf einer Insel in der Gräfte des Hofes, der von einem geschlossenen Grabensystem umgeben war. Erschlossen war die Anlage durch das Torhaus im Südosten. In Richtung Norden stand das große Bauhaus, das 1976, nach einem schweren Brand auf der Anlage, bei der Neuordnung des Hofes weichen musste. Die Gräfte war schon lange vorher nicht mehr vorhanden. Der Speicher steht heute isoliert, die ehemalige Insellage ist nur noch zu erahnen. Der kellerlose Speicher ist dreistöckig und von einem Dreistaffelgiebel bekrönt. Der Giebel ist in der Art des Münsterlandes aus Bruchsteinen gemauert und mit Werksteinen gegliedert. Die Traufseiten sind im Erdgeschoss in Bruchstein gemauert, die Obergeschosse bestehen aus Fachwerk ohne Auskragungen. Der Bau ist durch vier Fensterachsen gegliedert. Die westliche Backsteinwand ist durch drei mit Sandsteingewänden gerahmte Fenster, die später eingesetzt wurden, gegliedert.
Direkt unter dem Knüppelwalmdach befindet sich mittig ein Fenster, das ebenso später eingesetzt wurde. Ursprünglich war diese Westwand in Fachwerk gebaut, Zapflöcher belegen das. Das Innere des Gebäudes entspricht nicht der üblichen Form größerer Speicher. Eine Wand aus Backsteinen ist wannenartig vor das Fundament gesetzt, sie reicht bis zu den Sohlbänken der Fenster.